# Aljaksandr Valtjetski
Aljaksandr Valtjetski (belarusiska: Аляксандр Валчэцкі; ryska: Александр Волчецкий: Aleksandr Voltjetskij), född den 13 juli 1985, i Minsk i Vitryska SSR i Sovjetunionen (nu Belarus), är en belarusisk kanotist.
Han tog bland annat VM-brons i C-2 200 meter i samband med sprintvärldsmästerskapen i kanotsport 2011 i Szeged.